# Hirtodrosophila morgani
Hirtodrosophila morgani är en tvåvingeart som först beskrevs av Mourao, Gallo och Bicudo 1967.  Hirtodrosophila morgani ingår i släktet Hirtodrosophila och familjen daggflugor. Inga underarter finns listade i Catalogue of Life.